# Johann Hermann Schein

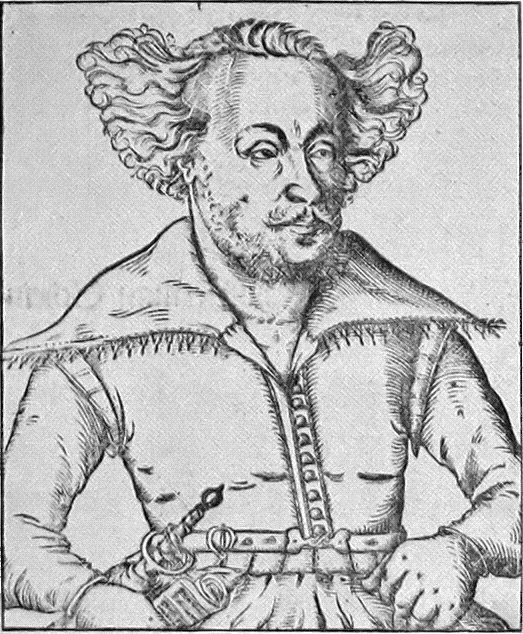
Johann Hermann Schein

Johann Hermann Schein (Grünhain, 20 januari 1586 - Leipzig, 19 november 1630) was een Duits barokcomponist en dichter. Hij was Thomascantor, dat wil zeggen, cantor van de Thomaskirche (Leipzig) van 1616 tot 1630.

## Leven
Na de dood van zijn vader, dominee Hieronymus Schein, trok hij met zijn moeder van Grünhain naar Dresden. Als wees nam Rogier Michael hem in het koor van de Dresdener Hofkapelle op. Van 1608 tot 1612 studeerde hij rechten aan de universiteit van Leipzig. In 1612 was hij muziekleraar bij Gottfried von Wolffersdorf te Weißenfels, waar hij Heinrich Schütz leerde kennen. In 1615 werd hij Hofkapellmeister te Weimar. Daarna volgde hij Sethus Calvisius op als cantor van de Thomaskerk te Leipzig.
In Weimar huwde hij Sidonia, dochter van Hösel. Vanaf 1618 was hij ziek.
Zijn Cantional uit 1629 bevat 58 door hem gecomponeerde en gedeeltelijk ook gedichte treurliederen.
Daaronder is er een voor de begrafenis van zijn vrouw en voor zeven van zijn kinderen. Na de dood van zijn vrouw in 1625 hertrouwde hij met Elisabeth von der Perre, dochter van de kunstschilder Johann von der Perre. Ook de vijf kinderen uit dit huwelijk stierven vroeg.
Zijn Cantional (1629) is een van de belangrijkste zangboeken. Hoofdwerken zijn het Cymbalum Sionum (verzameling Motetten, 1615), concerten "Opella nova" (1618 en 1627), motetten "Israelisbrünnlein" (1623) en wereldlijke "Waldliederlein" en "Venuskräntzlein".

## Oeuvre
- Lied Machs mit mir Gott nach deiner Güt
- Venus-Kräntzlein. Wittenberg 1609
- Cymbalum Sionum. Leipzig 1615
  - daarin Motetten  "Verbum caro factum est", "O Domine, Jesu Christe"
- Banchetto musicale, Leipzig 1617
- Opella nova. Erster (-ander) Theil Geistlicher Concerten. 2 Tle. Leipzig 1618-16
  - daarin "Vom Himmel hoch", "Gelobet seist, du Jesu Christ" en andere Lutherse koralen
- Musica boscareccia, Wald-Liederlein. Leipzig 1621 u.ö.
- Fontana d'Israel. Israelis Brünnlein. Leipzig 1623 (26 motetten, waaronder "Die mit Tränen säen")